# ليو انطون كارل دي بال
ليو انطون كارل دي بال (بالألمانية: Leo Anton Carl de Ball)‏ (و. 1853 – 1916 م) هو عالم فلك من ألمانيا .
توفي في فيينا، عن عمر يناهز 63 عاماً.